# Metro Express (Маврикій)
Metro Express (фр. Métro express) — лінія штадтбану на острові Маврикій в Індійському океані.
Сполучає столицю Порт-Луї з Роз-Гілл з січня 2020 року.
Лінія має стандартну ширину колії, на 2021 рік — довжину 26 км і обслуговує дев'ять зупинок.
Використовує рухомий склад Urbos 3 від іспанського виробника залізничних транспортних засобів CAF.
30 червня 2021 року відбувся перший пробний пробіг на другій черзі довжиною 3 км від Роуз-Гілл-Сентрал до Центрального кварталу Борн.

## Технологія та експлуатація
Ширина колії — 1435 мм.
Максимальна швидкість 80 км/год.
Лінія електрифікована напругою 750 В постійного струму, а живлення подається від національної мережі через кілька підстанцій.
Усі зупинки безбар'єрні та мають відеоспостереження.
Депо Рішельє знаходиться на захід від станції Коромандель на околиці Порт-Луї.
Має у своєму складі ремонтну майстерню, систему миття та шліфування.
На верхніх поверхах також є офіси, центр управління та кімнати для персоналу.

На лінії використовують 18 вагонів Urbos 3 від іспанського виробника залізничних транспортних засобів CAF.
Двосторонні транспортні засоби з низькою підлогою, у складі сім вагонів, мають довжину 45,4 м і ширину 2,65 м;
та три моторизовані візки.
Вагони були виготовлені на заводі CAF у місті Беасаїн у Країні Басків, а потім транспортовані на кораблі з Сантандера до Порт-Луї, щоб бути випробувані на маршруті.

Оператором штадтбану є Metro Express Ltd.
Базується в Ебені.
Це акціонерне товариство, засноване 26 жовтня 2016 року, повністю належить Республіці Маврикій.
АТ відповідає за розробку, фінансування, будівництво, експлуатацію та адміністрування штадтбану.

Потяг курсує щодня між 6 ранку та 10 вечора щочверть години.